# Hino do Rio Grande do Norte
O Hino do estado do Rio Grande do Norte foi escrito pelo senador José Augusto Meira Dantas e foi musicado por José Domingos Brandão, ambos naturais de Ceará-Mirim. Foi oficializado pela Lei estadual Nº 2.161 de 3 de dezembro de 1957, durante o governo de Dinarte Mariz. Teve sua primeira execução oficial em frente ao Palácio Potengi, então sede do governo estadual, apresentado pela Banda de Música da Polícia Militar do Rio Grande do Norte.  O hino contém três estrofes de doze versos cada e um estribilho.
O Rio Grande do Norte já possuiu um outro hino, mas que nunca chegou a ser oficializado, de autoria de Nestor dos Santos Lima e a música do maestro Nicolino Milano.  Data de 1922, onde foi apresentado pela primeira vez nas festas do governo do estado em homenagem ao centenário da independência do Brasil.